# Centrocardita
Genre
Synonymes
- Glans (Centrocardita) Sacco, 1899

Centrocardita est un genre de mollusques bivalves de la famille des Carditidae.

## Liste des espèces
Selon NCBI (21 octobre 2019) :
- Centrocardita aculeata

Selon World Register of Marine Species (21 octobre 2019) :
- Centrocardita aculeata (Poli, 1795)
- Centrocardita akabana (Sturany, 1899)
- Centrocardita belcheri (Deshayes, 1854)
- Centrocardita donghaiensis (F.-S. Xu, 2012)
- Centrocardita echinaria (Melvill & Standen, 1907)
- Centrocardita gunnii (Deshayes, 1854)
- Centrocardita hirasei (Dall, 1918)
- Centrocardita inquinata (Nicklès, 1955)
- Centrocardita millegrana (Nomura & Zinbo, 1934)
- Centrocardita pseudocardita (Poutiers, 1981)
- Centrocardita rosulenta (Tate, 1887)
- Centrocardita sagamiensis (Kuroda & Habe in Habe, 1961)
- Centrocardita soyoae (Habe, 1958)
- Centrocardita squamigera (Deshayes, 1832)

Noms en synonymie
- Centrocardita elegans (Réquien, 1848), un synonyme de Centrocardita aculeata
- Centrocardita pileolata Oliver & Holmes, 2004, un synonyme de Carditella pileolata